# British Forces Post Office

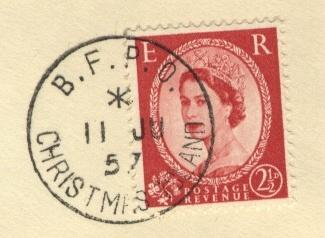
Auf der Weihnachtsinsel im Jahr 1957 mit einem Stempel der britischen Feldpost entwertete Briefmarke

Das British Forces Post Office (BFPO) ist die Feldpost der britischen Armee.

## Geschichte

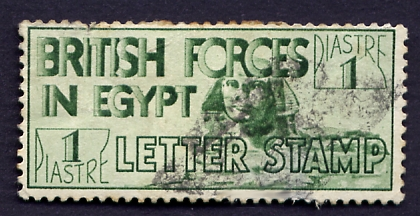
Britische Feldpostmarke aus Ägypten

Die Ursprünge können bis in die angelsächsische Zeit zurückverfolgt werden. Die Angelsächsische Chronik erwähnt Kuriere, welche Botschaften von Eduard dem Älteren (um 871–924) transportierten. Organisierte Feldpost für Soldaten gab es ab 1882, nachdem John Lowther du Plat Taylor das Army Post Office Corps (APOC) gegründet hatte. Seit 1908 waren offiziell die Royal Engineers für das britische Feldpostwesen zuständig, aber erst 1913 wurde ihnen das APOC eingegliedert und firmierte ab da als Postal Section der Royal Engineers zugeordnet. Nach dem Ersten Weltkrieg wurde für die Versorgung der britischen Armee in Deutschland eine Luftpostlinie zwischen Folkestone und Köln gegründet. Während des Zweiten Weltkriegs wurde das Aerogramm populär, das wegen seines geringen Gewichts leicht transportiert werden konnte. 1993 wurde die Postal Section aus den Royal Engineers ausgegliedert und mit anderen Logistikeinheiten im neugegründeten Royal Logistics Corps zusammengefasst.

## Trivia
Die BFPO spielt eine zentrale Rolle in Kate Bushs Lied Army Dreamers.